# Crassispira semiinflata
Crassispira semiinflata är en snäckart som först beskrevs av Grant och Shirley Gale 1931.  Crassispira semiinflata ingår i släktet Crassispira och familjen Turridae. Inga underarter finns listade i Catalogue of Life.